# Charles Washetine
 (décembre 2019).
Si vous disposez d'ouvrages ou d'articles de référence ou si vous connaissez des sites web de qualité traitant du thème abordé ici, merci de compléter l'article en donnant les références utiles à sa vérifiabilité et en les liant à la section « Notes et références ».
Charles Washetine est un homme politique français, né sur l'île de Maré (Nouvelle-Calédonie) le 4 novembre 1956. Kanak, il milite pour l’indépendance de la Nouvelle-Calédonie.

## Formation et vie professionnelle
Dans un premier temps enseignant de 1985 à 1989, il reprend ses études en Métropole et obtient un DEA en sociologie de l'éducation à l'Université Michel de Montaigne - Bordeaux 3 en 1991 avec pour sujet de mémoire le « parcours scolaire des bacheliers mélanésiens ». Il est alors membre d'une équipe de recherche auprès de l'ORSTOM en Nouvelle-Calédonie. En 1998, il devient un temps le chef du service de la Formation professionnelle de la Province des Îles Loyauté ainsi que directeur du centre culturel Yeiwéné Yeiwéné à Maré. Spécialiste des questions d'éducation et de formation professionnelle essentiellement des populations mélanésiennes, il sera l'un des principaux acteurs de la mise en place du projet « 400 cadres » prévu par les Accords de Matignon.

## Le militant indépendantiste
Cadre de la Province des Îles, il est très tôt membre du FLNKS et en son sein du Palika qui incarne l'aile la plus à gauche du parti indépendantiste. 
Il n'est arrivé toutefois sur le devant de la scène politique que lors des premières élections provinciales qui font suite à l'Accord de Nouméa, le 9 mai 1999. Lors de ce scrutin, il mène la liste UNI dissidente (essentiellement Palika) de la liste principale du FLNKS. Sa liste obtient alors 2 élus sur 14 à l'Assemblée de la Province des Îles Loyauté, dont Charles Washetine qui devient aussi membre du Congrès. Les élections dans cette province étant annulées par un arrêt du Conseil d'État du 15 mai 2000, il mène à nouveau une liste UNI qui obtient à nouveau 2 élus, le 25 juin 2000. 
Au Congrès, il est élu 3e vice-président du bureau le 29 juillet 2000, et le 4 juillet 2002 il devient président de la Commission de la Législation et de la Règlementation générales.
Mais il doit surtout son ascension à sa fidélité au président du Palika, Paul Néaoutyine, dans l'opposition parfois frontale que celui-ci a alors au début des années 2000 avec l'autre composante majeure du FLNKS, l'UC. Charles Washetine devient ainsi porte-parole du Palika et beaucoup le voient alors comme un potentiel successeur du chef du parti. 
Lors des élections provinciales du 9 mai 2004, il laisse la tête de la liste de l'UNI, qui constitue désormais une coalition au sein du FLNKS de toutes ses composantes à l'exception de l'UC, dans la province des Îles Loyauté au maire d'Ouvéa Boniface Ounou et, du fait de la parité, il se retrouve donc à la 3e place de cette liste. Celle-ci n'obtient alors, comme en 1999, que 2 sièges à l'Assemblée de Province et donc Charles Washetine n'est pas élu. Il se retrouve toutefois à la deuxième position de la liste UNI-FLNKS menée par Déwé Gorodey pour la composition du gouvernement local, le 9 mai 2004. Il a sans cesse été reconduit tout au long de la mandature 2004-2009 dans l'exécutif local, chargé de l'Enseignement et des Questions relatives à la Recherche. Il est notamment chargé de finaliser la préparation des programmes pour l'école primaire publique, initiée par un Colloque de l'enseignement en 2000 : ils sont adoptés par le Congrès le 26 septembre 2005, appliqués à partir de la rentrée 2006 et officiellement présentés aux enseignants par Charles Washetine le 12 mars 2006. Le 23 février 2007, il présente également les nouveaux manuels d'histoire et de géographie pour le primaire. 
Le 1er mai 2007, il est désigné lors de la convention du FLNKS à Koné candidat unique du front indépendantiste (c'est la première fois que les quatre composantes se sont mis d'accord sur une candidature unique aux législatives) dans la 1re circonscription (à savoir Nouméa et les Îles Loyauté) lors des législatives de 2007. N'ayant aucune chance d'être élu dans une circonscription largement dominée par le bastion anti-indépendantiste qu'est Nouméa (où Jacques Lafleur, le chef historique du mouvement politique opposé à l'indépendance, fut élu au 1er tour à chaque élection depuis 1988 à l'exception de celles de 2002 qui ont vu s'opposer au second tour deux candidats anti-indépendantistes), il est toutefois le premier candidat indépendantiste à se qualifier pour le second tour d'une élection législative dans cette circonscription depuis sa création en 1988. Néanmoins, il est largement devancé au 1er tour par le candidat du Rassemblement-UMP Gaël Yanno, avec  15,78 % des suffrages exprimés (5 846 voix) contre 30,89 % (et 11 445 suffrages) à son adversaire anti-indépendantiste. Il a également largement bénéficié alors de la division de l'autre grand parti hostile à l'accès à la souveraineté de l'île, l'Avenir ensemble, dont l'électorat s'est dispersé entre deux candidats (Didier Leroux, investi par l'UDF-MoDem, et Philippe Gomès, président de l'Assemblée de la Province Sud et candidat officiel de l'Avenir ensemble) dont les scores cumulés atteignirent 10 539 voix soit 28,45 %. Ces derniers, ainsi que deux autres candidats anti-indépendantistes (dont le député sortant Jacques Lafleur), appelèrent alors à voter au second tour pour Gaël Yanno tandis que Charles Washetine n'obtient que le ralliement du candidat syndicaliste et altermondialiste Louis Kotra Uregei. Il est donc largement battu au 2e tour avec 11 891 voix et 30,79 % des suffrages, contre 26 732 votes et 69,21 % à Gaël Yanno qui est élu député.
N'étant plus présent sur la liste UNI aux îles Loyauté pour les élections provinciales du 10 mai 2009, il n'est pas non plus avancé sur la liste de son parti pour faire partie du nouveau gouvernement issu de ce scrutin. Cependant, après l'annulation des résultats de ces élections provinciales par le Conseil d'État dès le 16 octobre suivant et l'organisation d'un nouveau scrutin le 6 décembre, il reprend la première place sur une liste entièrement Palika. Avec 1 216 voix et 8,65 % des suffrages exprimés, il arrive en cinquième et avant-dernière position, pour aucun élu.